# Neofungella claviformis
Neofungella claviformis är en mossdjursart som beskrevs av Campbell Easter Waters 1904. Neofungella claviformis ingår i släktet Neofungella och familjen Cerioporidae. Inga underarter finns listade i Catalogue of Life.